# Jan Korwin
Jan Korwin, także Janos Korwin (chorw. Ivaniš Korvin, węg. Corvin János, ur. 1473, zm. 1504) – nieślubny syn króla Węgier Macieja Korwina  i pochodzącej z Austrii (z Wiednia?) Barbary Edelpöck. Pochodzenie, imię i nazwisko matki Jana Korwina nie jest pewne, wg innej wersji była nią nieznana z imienia mieszczanka wrocławska.

## Życiorys
Początkowo ojciec zaplanował dla niego karierę duchownego, jednak z upływem lat zaczęła maleć szansa na doczekanie się potomstwa z żoną, królową Beatrycze. Maciej publicznie ogłosił Jana swoim następcą na tronie węgierskim i uczynił władcą kilku księstw na Śląsku. Z powodu intryg królowej Beatrycze nie powiodła się natomiast próba zaaranżowania jego małżeństwa z Biancą Marią Sforzą. Maciej starał się także o uznanie Jana za następcę tronu Węgier u cesarza Fryderyka III Habsburga za cenę oddania Habsburgom części ziem podbitych we wcześniejszych latach, ale śmierć Macieja przerwała te próby.
Młody książę został zaraz po śmierci ojca zmuszony do zrzeczenia się tronu. Po wyborze Władysława II Jagiellończyka na tron węgierski, złożył hołd nowemu władcy. Uznano natomiast jego tytuły księcia Slawonii i Opawy, ale już pięć lat później zmuszono go do zrzeczenia się także i tych tytułów. W 1498 roku został mianowany banem Chorwacji i Slawonii. Od 1499 do 1502 roku z sukcesami bronił Bośni przed Osmanami, a rok później starał się o tytuł palatyna, ale bez powodzenia, ponieważ sprzeciwiła się temu królowa Beatrycze.
W 1496 rok Jan poślubił Beatrycze Frangepan, miał z nią syna, Krzysztofa i córkę Elżbietę.
Zmarł w Krapinie 12 października 1504 roku.